# Sacrofanite
La sacrofanite è un minerale e, in particolare, un feldspatoide appartenente al gruppo della cancrinite; è stata scoperta nel 1980 nel territorio di Sacrofano nella zona di Valle Bianchella. Una sua caratteristica è l'anisotropia .